# Senki nem tud semmit (film, 1947)
A Senki nem tud semmit 1947-ben bemutatott fekete-fehér csehszlovák filmvígjáték. A második világháború témáját feldolgozó filmek közül talán az egyik első, amelyik képes volt humorral tekinteni a borzalomra.

## Cselekmény
Prágában egy villamosvezető és egy kalauz sehogy nem tud megszabadulni egy fejbe vágott SA, vagyis náci rohamosztagos őrmestertől. Úgy vélik, hogy valaki megölte, s egy nagybőgő tokjában rejtegetik. A „tetem” valójában csak  holtrészeg; néha felébred és heilhitlerezik, ilyenkor újból fejbevágják, hogy ne keltsen feltűnést.